# Schizocosa concolor
Schizocosa concolor este o specie de păianjeni din genul Schizocosa, familia Lycosidae. A fost descrisă pentru prima dată de Caporiacco, 1935. Conform Catalogue of Life specia Schizocosa concolor nu are subspecii cunoscute.